# La Femme que j'ai le plus aimée
Pour plus de détails, voir Fiche technique et Distribution.
La Femme que j'ai le plus aimée est un film français réalisé par Robert Vernay, sorti en 1942.

## Synopsis
Pour consoler un jeune homme, qui éprouve un chagrin d'amour et s'apprête à se donner la mort, son oncle et ses amis évoquent, à tour de rôle, la femme qu'ils ont le plus aimée et dont la perte les a désespérés.
Le chirurgien (Noël-Noël), venant récupérer les loyers impayés d'une locataire (Arletty), se laisse enjôler et finit par vouloir l'épouser mais, au moment de partir pour la mairie, celle-ci refuse de se laisser mettre en cage.
L'industriel (René Lefèvre), parfait fils à papa, séduit la fiancée (Renée Devillers) du fondé de pouvoir de son père et pense à se jeter à l’eau parce qu'il doit renoncer à elle. Ayant pris la succession de son père, il les emploie tous les deux et se réjouit de ce à quoi il a échappé en voyant leur vie de ronds-de-cuir sans joie et sans grâce.
L'avocat (André Luguet), tombé amoureux d'une sculptrice (Michèle Alfa), se ridiculise en devenant son modèle comme gladiateur. Son obstination finit par la séduire et ils vivent un an d’amour passionné, mais délaissent, lui le prétoire, elle la création, jusqu’à ce qu'elle le quitte pour renouer avec son art.
Le directeur de théâtre (Jean Tissier) a débuté comme huissier et venait saisir l’auteur dramatique (Raymond Rouleau), alors inconnu. Il est reçu par sa femme (Mireille Balin) qui, par jeu, se fait passer pour lui, et il tombe sous son charme : il annule la saisie, abandonne son métier et achète un théâtre qu’il met à la disposition de celle qu’il croit l’auteur. Il tombe des nues lors du triomphe de la générale lorsqu’elle lui révèle la supercherie.
Le peintre (Lucien Baroux), un jour qu’il rentre ivre-mort, est enterré un peu vite par sa femme qu’il adore (Simone Berriau), mais qu'il voit depuis son « lit de mort » se consoler un peu vite avec son meilleur ami. Écœuré, le mort se relève et les quitte non sans avoir pensé à quitter la vie.
Après avoir écouté les déboires amoureux des six invités de son oncle, le neveu renonce à ses projets morbides, tous ayant finalement connu des jours meilleurs après avoir pensé au suicide.

## Fiche technique
- Metteur en scène : Robert Vernay
- Scénario & dialogues : Yves Mirande
- Musique : Maurice Yvain
- Photographie : Roger Hubert
- Montage : Jean Feyte
- Décors plateau : René Renoux
- Société de production : Regina Films
- Producteurs : Arys Nissotti et Pierre O'Connell
- Distribution : REGINA / René Chateau (Vidéo DVD)
- Format : Son mono - Noir et blanc - 35 mm  - 1,37:1
- Date de sortie : 20 mars 1942
- Durée : 90 minutes

## Distribution
- Arletty : Simone, la locataire
- Mireille Balin : la femme de Claude Ferval
- Lucien Baroux : Louis Drotort, le peintre
- René Lefèvre : l'industriel
- André Luguet : l'avocat
- Noël-Noël : le chirurgien
- Raymond Rouleau : Claude Ferval, l'auteur dramatique
- Jean Tissier : Hubert Barnabé, le directeur de théâtre
- Michèle Alfa : Michèle Fabreuse, la femme sculpteur
- Raymond Aimos : le modèle gladiateur
- René Bergeron : le concierge
- Simone Berriau : La "veuve" du peintre
- Bernard Blier : l'employé des pompes funèbres
- Renée Devillers : Jeanne, la secrétaire
- Maurice Escande : Gaëtan
- Charles Granval : le père de l'industriel
- Pierre Magnier : l'oncle
- Raymond Segard : le neveu
- Marcel Vallée : le critique
- Alfred Adam : Charles, le fondé de pouvoir
- Paul Faivre : Panouille, le clerc d'huissier
- Jacqueline Gauthier : Rose, la bonne de Simone
- Pierre Jourdan : l'ami de Claude
- Missia : la femme de ménage
- Paul Demange : le coiffeur (non crédité)

## Critiques
Les critiques de l'époque permettent de replacer le film dans le contexte de l'Occupation et de la Collaboration : son « positivisme noceur n'est pas du goût de la critique ambiante, qui le renvoie à cette philosophie libertaire célébrée dans les années vingt. »
« Ce qu'on peut reprocher à La femme que j'ai le plus aimée, c'est un arrière goût de cynisme, une frivolité incurable qui sentent diablement l'entre-deux guerres, sont de moins en moins accordés avec notre temps. »
« Le sketch d’Arletty et de Noël-Noël est le meilleur, celui de Jean Tissier, Mireille Balin et Raymond Rouleau est le plus pittoresque et s’il ne s’agissait pas d’une nouvelle mouture d’Octave, une pièce de jeunesse d’Yves Mirande, celui de Lucien Barroux serait le plus drôle. »

## Autour du film
- Yves Mirande recycle dans La Femme que j'ai le plus aimée certains bons mots et effets de son film Baccara.
- « Un sourire à la vie. Une vie si précaire, si éphémère, surtout en ces temps de guerre. La vie de Mireille Balin, épanouie et assumant sa nouvelle existence avec Birl Deissböck sur le mode Carpe Diem. Elle apprécie énormément Michèle Alfa et Arletty. Mireille Balin s'amusera follement sur le tournage, notamment au contact d’Arletty, dont la gouaille et la musculature psychologique, que rien ne semble atteindre, mettent à l'aise ses camarades. Arletty appellera Mireille Balin, avec une certaine délectation : "Ma splendeur !" Les trois femmes ont pour amants des officiers allemands, ce qui aurait donné à l'intarissable Arletty l’occasion d’un bon mot : "On devrait former un syndicat !" »[1]